# Jonathan Pereira
Jonathan Pereira Rodríguez (Vigo, 12 maggio 1987) è un ex calciatore spagnolo, di ruolo attaccante.